# Bandos

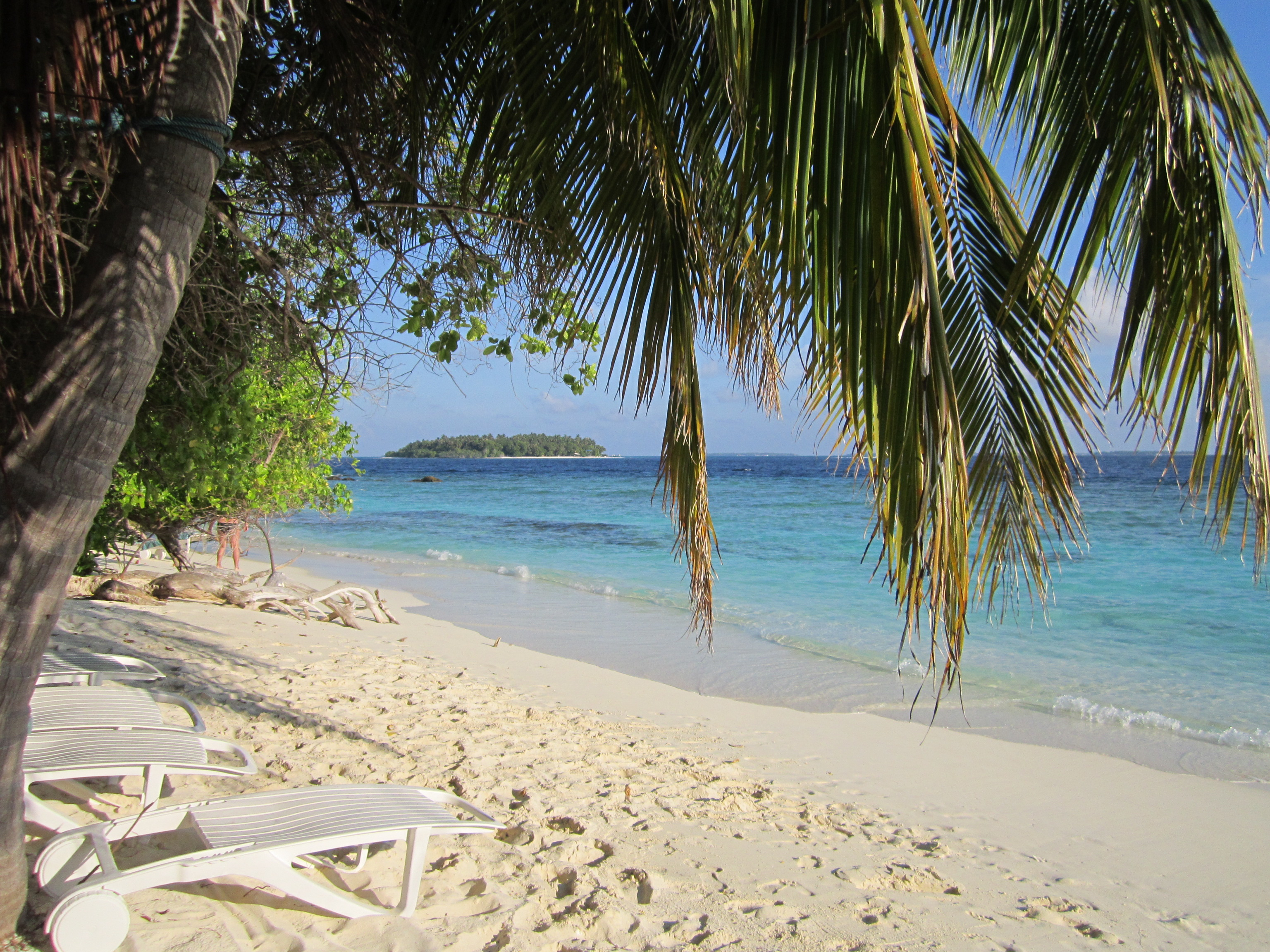
Bandos Strand med den lilla ön Kuda Bandos i bakgrunden.

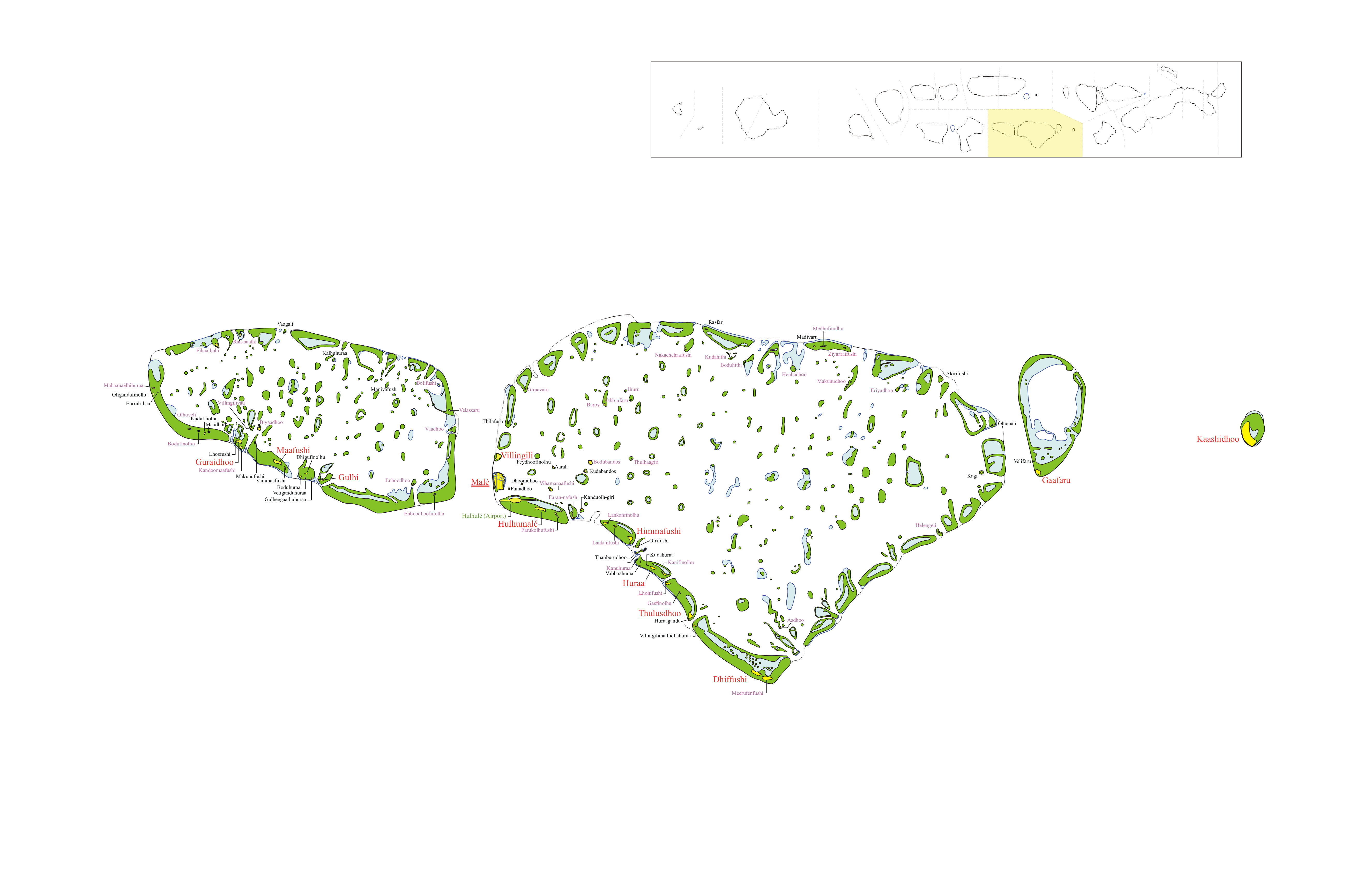
Karta över ögruppen.

Bandos är en ö som tillhör Kaafuatollen, Maldiverna. Turism är öns dominerande industri.